# إيمي لين برادلي
إيمي لين برادلي (بالإنجليزية: Amy Lynn Bradley)‏ هي منقذة بحرية أمريكية، ولدت في 12 مايو 1974 في بطرسبرغ في الولايات المتحدة.